# Drenovske mažoretkinje
Kao jedna od brojnih područnih ogranaka Prvih riječkih mažoretkinja koje su osnovane 1995. godine u sklopu Plesnog udruženja Rijeke "Rondé & Klub",početkom 2006. godine, zajedničkom akcijom Mjesnog odbora Drenova, OŠ „Fran Franković“ i Prvih riječkih mažoretkinja, osnovan je i ogranak mažoretkinja Drenova koji sada ima tridesetak aktivnih plesačica, djevojčica i djevojaka.
Pod vodstvom trenerice Ede Kurtović drenovske mažoretkinje vrijedno rade i treniraju u prostoru Osnovne škole „Fran Franković“. 
U lipnju iste 2006. godine na Korzu u Rijeci ostvarili su svoj prvi javni nastup i položili  "kapijadu" (zakletvu) novih mažoretkinja.
Od tada redovito nastupaju na susretima mažoretkinja Rijeke i, što naročito veseli, ukrašavaju svojim skladnim plesom središnju priredbu na Danima Drenove koji se svake godine sredinom srpnja održavaju u čast blagdana Gospe Karmelske, zaštitnice Drenove.